# Исабекян, Эдуард Амаякович
Эдуард Амаякович Исабекян (арм. Էդուարդ Իսաբեկյան, 8 [21] ноября 1914, Ыгдыр, Кавказское наместничество — 17 августа 2007 или 20 августа 2007, Ереван, Армения) — советский и армянский живописец, педагог, профессор. Директор Национальной картинной галереи Армении (1967—1987).
Народный художник Армянской ССР (1963). Член КПСС с 1952 года.

## Биография
Эдуард Амаякович Исабекян родился 8 ноября 1914 года в городе Игдыр, Сурмалинского уезда Эриванской губернии (ныне Турция). Отец, Амаяк, занимался земледелием и торговлей, мать, Сатеник, была домохозяйкой. В 1918 году семья Исабекянов эмигрирует из Игдыра на северо-восток, спасаясь от наступающих турок. После двухмесячного проживания в Эчмиадзине Исабекяны переезжают в Ереван на постоянное местожительство.
С 2005 года Эдуард Исабекян проживал в Аштараке, где и скончался в 2007 году, 17-го августа.
Исабекяну посвящено множество статей, исследований и монографий. В фондах Национальной картинной галереи Армении хранится более 120 работ Исабекяна. Картины Исабекяна выставлены и хранятся во многих музеях  и в частных коллекциях. Снято более десятка фильмов, посвящённых жизни и творчеству Исабекяна.
Мэрия г. Еревана в 2004 году постановила создать выставочный зал для постоянного показа произведений Эдуарда Исабекяна.

## Образование
1927—1931. Первое профессиональное образование получил в ереванском техникуме «Гегард», где ему преподавали Седрак Аракелян, Ваграм Гайфеджян (живопись), Гоар Ферманян (графика), которым он обязан полученными навыками мастерства в области графики.
1935—1941. Продолжил обучение в Художественной академии г. Тбилиси. Первые два года на отделении графики, после чего перешёл на живописное отделение, где его руководителем стал Коте Гзелишвили. Дипломной работой была картина «Восстание батумских рабочих 1903 года».

## Трудовая деятельность
- 1931—1935	Работал в Доме колхозника, сотрудничал с газетами «Пионер Канч», «Авангард», «Советская Армения» как художник. Оформлял также первые страницы праздничных номеров.
- 1941 Член Союза Художников Армении.
- 1943 Командирован в 89-ю армянскую дивизию вместе с Наири Зарьяном и Согомоном Тарунцем.
- 1943—1945 Преподал в художественном техникуме им. П. Терлемезяна.
- 1952 Член КПСС.
- 1945 Преподал в Ереванском Художественно-Театральном институте.
- 1953 Депутат Городского Совета.
- 1954—1956 Секретарь Союза Художников Арм. ССР.
- 1956 Депутат Городского Совета.
- 1965—1966 Зав. кафедрой в педагогическом институте им. Х.Абовяна.
- 1967 Депутат Городского Совета.
- 1967—1987 Директор Государственной Картинной Галереи.
- 1970 Открыл филиал Гос. Картинной Галереи в Эчмиадзине.
- 1972 10 сентября — открыл филиал Гос. Картинной Галереи в Джермуке.
- 1973 28 сентября — открыл филиал Гос. Картинной Галереи дом-музей Ара Саркисяна и Акопа Коджояна в Ереване.
- 1973 6 ноября — открыл филиал Гос. Картинной Галереи в Раздане.
- 1974 10 июня — открыл филиал Гос. Картинной Галереи в Кировакане.
- 1978 20 ноября — открыл филиал Гос. Картинной Галереи в Ленинакане.
- 1978 19 декабря — открыл филиал Гос. Картинной Галереи в Мартуни.
- 1979 19 сентября — открыл филиал Гос. Картинной Галереи в Ехегнадзоре.
- 1980 25 марта — открыл филиал Гос. Картинной Галереи дом-музей Минаса Аветисяна в Джаджуре.

## Творческая деятельность
Эдуард Исабекян писал большие многофигурные картины, портреты, пейзажи, иллюстрировал книги, сделал сотни рисунков. Многие его работы стали классикой армянского искусства. Исабекян считается основоположником тематико-композиционного жанра в армянской живописи. Картины «Аварайрская битва», «Ответ Езигерду», «Восстание Ахпатских крестьян в 1903», «Утро старика», «Горная пахота», «Беспокойные кони», портреты Акселя Бакунца, Хачатура Абовяна, Аветика Исаакяна, Саят-Нова, Дереника Демирчяна и т. д. принесли всенародное признание художнику.
Десятки лет вёл дневник, фиксируя художественную жизнь и собственные мысли. Написал эссе и статьи об искусстве, а также книгу о городе детства Игдыре и известных событиях тех лет.
Исабекян постоянно возвращался к теме геноцида армянского народа. Своё последнее живописное полотно художник посвятил родному Игдыру (захваченному турками) и игдырцам. Это групповой портрет людей, прославивших Игдыр. Большая и сложная картина так и осталась неоконченной из-за ухудшения зрения.
В 1985 году Исабекяну присвоена гос. премия за картины: «Аварайрская битва», «Свадебное шествие», «Утро» и три работы из цикла «Беспокойные кони». Удостоены премии также картины «Саят-Нова» и «Портрет Х.Абовяна».

## Персональные выставки
- 1947 — Ереван
- 1965 — Ереван
- 1966 — Тбилиси
- 1983 — Рабат (Марокко)
- 1985 — Ереван, Эчмиадзин
- 1988 — Центральный дом художника, Москва
- 1994 — Алеппо
- 1994 — Ереван
- 1996 — Лос Анджелес, США
- 2004 — «Персональная выставка, посвященная 80-летию Исабекяна» Ереван.
- 2006 — Галерея «Академия», Ереван
- 2009 — Галерея Альберт и Товэ Бояджян, Государственная академия художеств Армении, Ереван
- 2014 — «Персональная выставка, посвященная 100-летию Исабекяна», Ереван.

## Групповые выставки
- 1941 — «Художники Советской Армении на Великой Отечественной войне» Ереван.
- 1942 — «Геройство Красной Армии» Ереван.
- 1942 — «Великая Отечественная война» Тбилиси.
- 1942 — «Великая Отечественная война» юбилейная выставка посвященная 25-летию революции. Ереван.
- 1943 — «Выставка этюдов 1942 года» Ереван.
- 1943 — «Выставка графики и акварели» Ереван.
- 1944 — Всесоюзная выставка художников" Москва.
- 1944, 1956 — Москва «Декада армянского изобразительного искусства».
- 1946 — «Весенняя выставка» Ереван.
- 1947- «Всесоюзная художественная выставка 1947-го» Москва, Ленинград.
- 1947- «2-я майская выставка» Ереван.
- 1947 — «Юбилейная выставка художников Советской Армении посвященная 30-летию Революции» Ереван.
- 1947 — «24-я юбилейная выставка передвижников, посвящённая выбором Верховного Совета Арм. ССР».
- 1948 — «Выставка графики Армянских художников» Москва.
- 1948 — «Художественная выставка посвященная 70-летию рождения Сталина» Ереван.
- 1950 — «Всесоюзная художественная выставка 1950-го» Москва.
- 1950 — «Выставка произведений армянских художников» Ереван.
- 1950 — «Художественная выставка, посвященная 30-летию Советской Армении» Ереван.
- 1952 — «Всесоюзная художественная выставка 1952-го» Москва.
- 1952 — «Художественная выставка 1952-го» Ереван.
- 1952 — «Выставка передвижников из фонда Арм. Гос. Картинной Галереи» Ереван.
- 1953 — Художественная выставка 1953-го" Ереван.
- 1957 — Бухарест.
- 1960 — «Юбилейная выставка, посвященная 40-летию Советской Армении» Ереван.
- 1962 — «Всесоюзная художественная выставка» Ереван.
- 1963 — «Художественная выставка армянских художников» Ереван.
- 1963 — «Декада армянского изобразительного искусства». Рига, Ленинград, Алма-Ата, Кишинев.
- 1964 — «Выставка произведений армянских художников» Ереван.
- 1967 — Монреаль «Экспо-67».
- 1968 — Прага.
- 1969 — София «Оганнес Туманян в изобразительном искусстве» Ереван.
- 1970 — Париж «От Урарту до наших дней».
- 1970 — «Выставка одной работы армянских художников1969-го» Ереван.
- 1970 — «Республиканская юбилейная выставка армянских художников посвященная 100-летию рождению Ленина» Ереван.
- 1971 — «Выставка одной работы армянских художников 1970-го» Ереван.
- 1971 — Выставка художников Закавказья, Москва
- 1972 — Бейрут.
- 1972 — Выставка произведений художников республики, посвящённая 50-летию СССР.
- 1973 — Белград.
- 1976 — «Выставка одной работы армянских художников 1975-го» Ереван.
- 1976 — «Выставка художников Закавказья» Ереван.
- 1976 — «Республиканская выставка» Ереван. Звания, награды

## Звания, награды
- 1931 — Выставка молодых художников, награждается путевкой в санаторий Новый Афон за работу «Павлик Морозов».
- 1944 — Награждён грамотой Верховного Совета Армянской ССР за военные картины.
- 1952 — Присвоено звание доцента, Москва.
- 27 июня 1956 — Награждён орденом Трудового Красного Знамени.
- 7 июля 1956 — Заслуженный деятель искусств Армянской ССР[5].
- 1963 — Народный художник Армянской ССР.
- 1967 —— Присвоено звание профессора, Москва.
- 1984 — Награждён грамотой Всесоюзного Профсоюзного Центрального Совета.
- 2001 — Награждён Орденом Святого Месропа Маштоца Республики Армения.
- 2001 — Почётный гражданин Еревана.
- Также награждён медалью «Св. Саак — Св. Месроп» армянской Апостольской церкви, медалью «Блестящий Арарат» («Ադամանդակուռ Արարատ»)культурного центра Текеян, «Золотой медалью» министерства Образования и науки Республики Армения.

## После смерти
- 2013 Май 3 — Открытие галереи имени Исабекяна в Ереване (Маштоца 7а).
- 2014 Апрель 26 — Центральный банк Армении выпустил памятную монету, посвященную100-летию Эдуарда Исабекяна
- 2023 -  8-я улица Норка в административном районе Норк-Мараш города Еревана получила название «улица Эдуарда Исабекяна» в честь народного художника Арм.ССР Эдуарда Исабекяна.

## Семья
- Отец — Амаяк Исабекян
- Мать — Сатеник Казарян
- Жена — Арпеник Налбандян заслуженный художник Арм. ССР, сестра Дмитрия Налбандяна.
- Сын — Мгер Исабекян, художник. Проживает в США
- Сын — Арам Исабекян, профессор, заслуженный деятель искусства Армении, народный художник Армении.
- Вторая жена — Роза Мурадян, сестра Саркиса Мурадяна
- Сестра — Карине Исабекян
  - племянник — Рафаэль Амбарцумян (1926—1981), скульптор
- Сестра — Рузан Исабекян, жена Нагуша Арутюняна
- Брат — Грайр Исабекян, заслуженный строитель Арм. ССР (1958)
- Племянник — Карен Грайрович Исабекян (1945), художник.